# Curtiss O-52 Owl
El Curtiss O-52 Owl fue un avión de observación estadounidense usado por el Cuerpo Aéreo del Ejército de los Estados Unidos (USAAC), antes y durante la Segunda Guerra Mundial.

## Diseño y desarrollo
Desarrollado en 1939, el Curtiss O-52 fue el último avión de observación "pesado" desarrollado para el Cuerpo Aéreo del Ejército de los Estados Unidos. El concepto del avión de observación biplaza, clasificado como aviones de la serie "O", databa de la Primera Guerra Mundial, y, en 1940, el Cuerpo Aéreo del Ejército ordenó 203 Curtiss O-52 para realizar tareas de observación. En 1941, el O-52 ya no era rival para las condiciones de combate modernas.

## Historia operacional

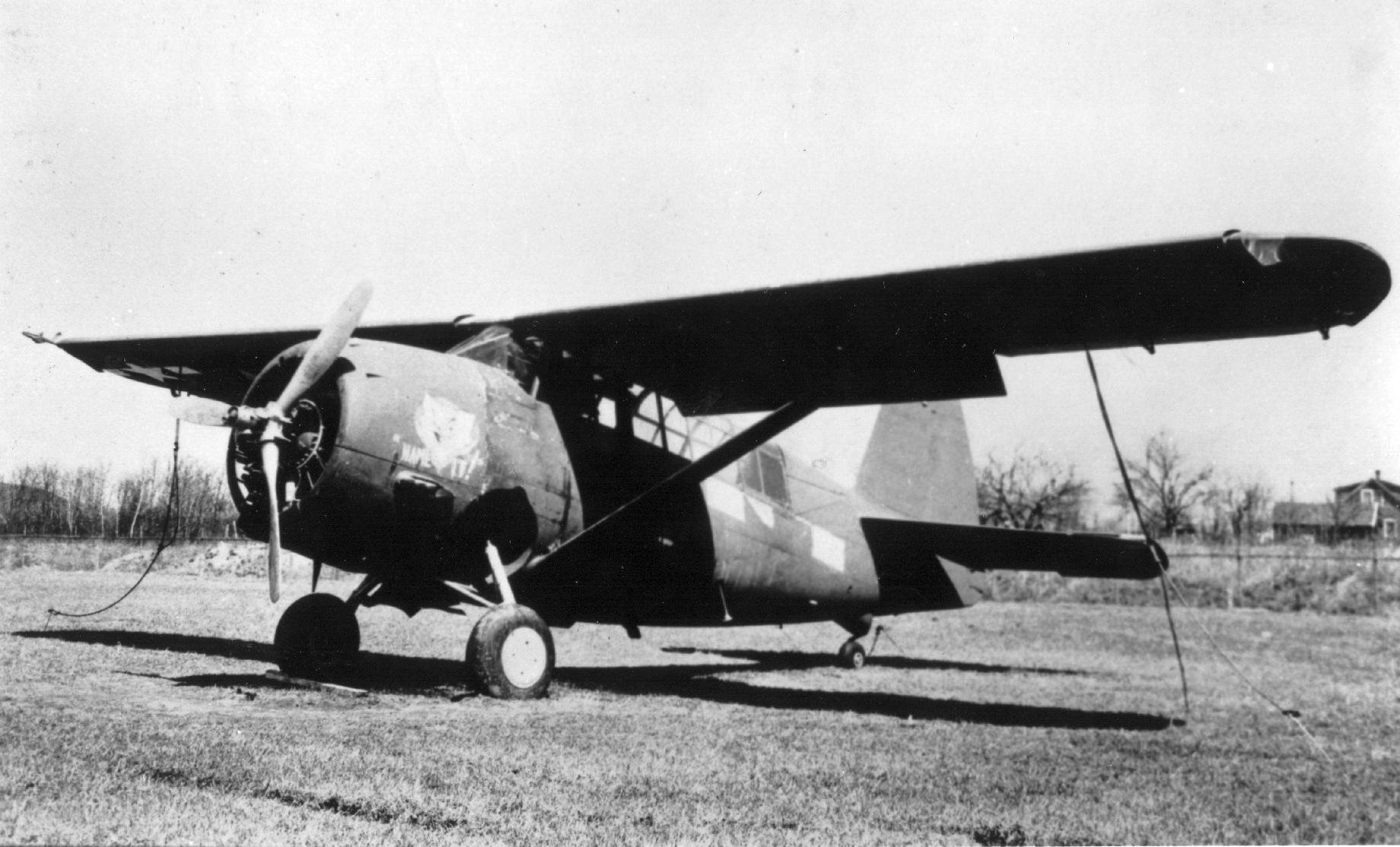
Un O-52.

Tras las entregas, el avión fue usado en maniobras militares con el USAAC, pero tras la entrada de los Estados Unidos en la Segunda Guerra Mundial, las USAAF determinaron que el avión no poseía las prestaciones suficientes para las operaciones de combate "modernas" en áreas de ultramar. Como resultado, el O-52 fue relegado a realizar tareas de transporte en el interior de los Estados Unidos y patrullas antisubmarinas de corto alcance sobre el Golfo de México y los Océanos Atlántico y Pacífico.
El O-52 fue el último avión del tipo "O" comprado en cantidad por el Cuerpo Aéreo. Tras el ataque a Pearl Harbor, la designación "O" fue abandonada y en su lugar se adoptó la serie "L" de aviones de Enlace (Liaison).
En noviembre de 1942, la URSS ordenó 30 O-52 Owl a través del programa de Préstamo y Arriendo. Se enviaron 26 ejemplares, siendo entregados solo 19 ya que se perdió una cantidad en la Ruta Ártica Norte. De ellos, solo se aceptaron diez para entrar en servicio. Fueron usados operacionalmente para la corrección del fuego de artillería, y como plataformas generales de fotografía y observación en áreas del norte y centro del Frente Ruso durante la primavera-verano de 1943. Un O-52 fue derribado por cazas de la Luftwaffe. En general, el avión no fue del agrado soviético, aunque algunos continuaban volando en los años 50.

## Variantes
Model 85
Designación interna de compañía.
O-52 Owl
Designación dada por el USAAC, 203 construidos.

## Operadores
Brasil
- Fuerza Aérea Brasileña

 Estados Unidos
- Cuerpo Aéreo del Ejército de los Estados Unidos

 Unión Soviética
- Fuerza Aérea Soviética

## Supervivientes
- 40-2746: O-52 en exhibición estática en el Pima Air & Space Museum en Tucson, Arizona.[2]
- 40‐2763: O-52 en exhibición estática en el Museo Nacional de la Fuerza Aérea de Estados Unidos en Dayton (Ohio).[3][4]
- 40-2769: O-52 en exhibición en el Yanks Air Museum en Chino (California).[5][6]

## Especificaciones
Referencia datos: Curtiss Aircraft 1907–1947, American Warplanes of World War II

### Características generales
- Tripulación: Dos (piloto y observador)
- Longitud: 8 m (26,3 ft)
- Envergadura: 12,4 m (40,7 ft)
- Altura: 3 m (9,9 ft)
- Superficie alar: 20 m² (215,3 ft²)
- Peso vacío: 1919 kg (4229,5 lb)
- Peso cargado: 2433 kg (5362,3 lb)
- Planta motriz: 1× motor radial de nueve cilindros refrigerado por aire Pratt & Whitney R-1340-51 Wasp.
  - Potencia: 450 kW (620 HP; 612 CV)
- Hélices: 1× Tripala metálica por motor.

### Rendimiento
- Velocidad máxima operativa (Vno): 350 km/h (217 MPH; 189 kt)
- Velocidad crucero (Vc): 309 km/h (192 MPH; 167 kt) al 75 % de potencia
- Techo de vuelo: 3000 m (9843 ft)

### Armamento
- Ametralladoras: 

  - 1 de 7,62 mm frontal fija
  - 1 de 7,62 mm flexible en la cabina trasera

## Aeronaves relacionadas

### Aeronaves similares
- Fieseler Storch
- Douglas O-38
- North American O-47
- Thomas-Morse O-19
- Westland Lysander

### Secuencias de designación
- Secuencia Numérica (interna de Curtiss): ← 81 - 82 - 84 - 85 - 86 - 87 - 88 →
- Secuencia O-_ (Aviones de Observación del USAAC/USAAF, 1924-1942): ← O-49 - O-50 - O-51 - O-52 - O-53 - O-54 - O-55 →